# Ecsenius portenoyi
Ecsenius portenoyi és una espècie de peix de la família dels blènnids i de l'ordre dels perciformes.

## Morfologia
- Els mascles poden assolir 4,5 cm de longitud total.[1]

## Reproducció
És ovípar.

## Hàbitat
És un peix marí de clima tropical que viu fins als 14 m de fondària.

## Distribució geogràfica
Es troba a Fiji i a la Samoa Nord-americana.